# 天主教伊塔瓜伊教区
天主教伊塔瓜伊教區（拉丁語：Dioecesis Itaguaiensis），是巴西一個天主教教區，位於東南部里約熱內盧州西南部。屬里約熱內盧總教區。
教區成立於1980年3月14日。2006年有教友245,000人，佔總人口66.9%。有十八個堂區、司鐸廿二人。現任教區主教為若瑟·烏比拉坦·洛佩斯。